# Karl-Gösta Johnson
Karl-Gösta Ragnar Johnson, född 8 mars 1925 i Åtvids församling i Östergötlands län, död 16 oktober 2022 i Vasa distrikt i Göteborg, var en svensk häcklöpare. Han tävlade för IF Göta och vann SM-guld på 400 meter häck år 1955.